# رد گم
رد گم رمانی است به قلم آلخو کارپانتیه که در دههٔ پنجاه میلادی منتشر شد و از لحظهٔ انتشارش تا کنون به بیش از بیست زبان ترجمه شده‌است.
کتاب رد گم را پدر ادبیات مدرن آمریکای لاتین نامیده‌اند و منتقدان می‌گویند نمونهٔ اولیهٔ موضوعات محوری بسیاری آثار برجستهٔ دورهٔ شکوفایی ادبیات آمریکای لاتین که پس از رد گم تحریر شد، در این کتاب مشهود است.

## داستان

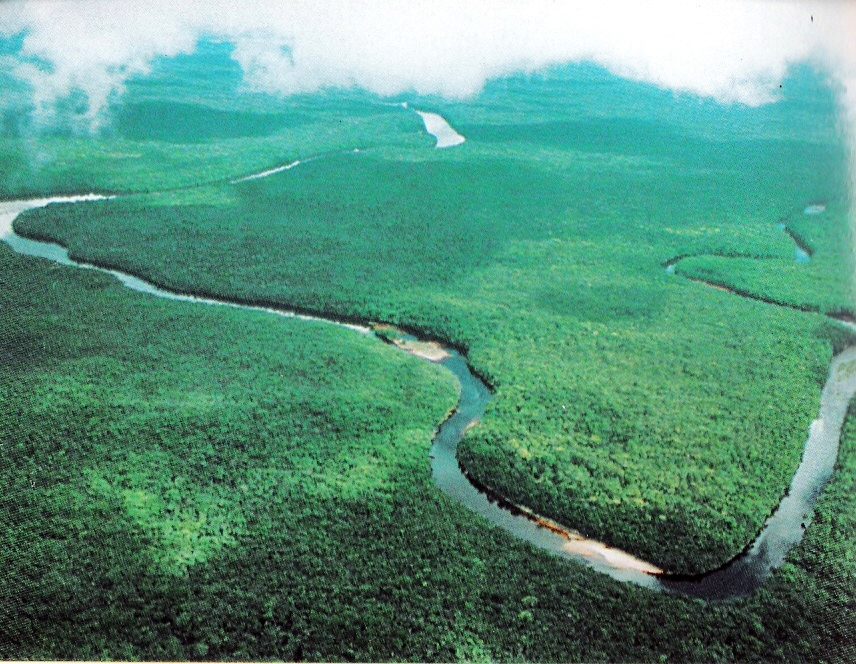
رودخانه‌ی اورینوکو که طبق مؤخره‌ی کارپانتیه بر رد گم، وصف رودخانه‌ای را که در این کتاب آمده بر اساس آن آورده است.

فصل‌های آغازین کتاب، توصیف محیط و شخصیت‌های از خود بیگانه است. همسر راوی بازیگر نمایشی است که هیچ‌گاه پایان نمی‌یابد: «امشب هزاروپانصدمین اجرا بود. تبصره‌ای مبنی بر تکرارِ بدون محدودیت اجرا در قرارداد بازیگران منظور شده بود و راه گریز نداشتند چون نمایش را به مدیریت حرفه‌ای سپرده بودند و این مشارکت سخاوت‌مندانه و پُرنشاط را به سرمایه‌گذاری تجاری کلان تبدیل کرده بودند. روث این نمایش‌نامه را نه راه گریزی، دروازه‌ای به دنیای لایتناهی نمایش، بلکه جزیره‌ای می‌دید که نمی‌توان از آن گریخت». شغل راوی نیز که آهنگ‌ساز، محقق موسیقی و سازشناسی خبره است، سبب هراس و بیزاری او از وضعیت زندگی‌اش شده‌است: «آنچه مایه هراسم می‌شد نه گذر سالیان که شتاب بیهوده گذر سالیان بود. دورانی بود که جنگ کار آهنگ‌سازی کانتاتای بلندپروازانه‌ام را بر پرومته از بندرسته مختل کرده بود. وقتی از جنگ بازگشتم حسم آن‌قدر فرق کرده بود که پره‌لود و پیش‌نویس اول صحنه‌های ابتدایی را، که تمام کرده بودم، بسته‌بندی‌شده سرجاشان در گنجه باقی گذاشتم، خود را رها کردم و درعوض در صنعت موسیقی سینما و رادیو غرق شدم. لابد با شور و شوق جانانه‌ای که در دفاع از این هنرهای قرن نشان می‌دادم و اصرار به این عقیده که چشم آهنگ‌ساز را به چشم‌اندازهای بی‌کران باز می‌کند، می‌خواستم احساس گناهم را از کنارگذاشتن کارم تخفیف دهم و همکاری‌ام را با این تشکیلات تجاری توجیه کنم، زیرا من و روث با این فرار ماهیت انسانی متعالی خود را از بین برده بودیم».

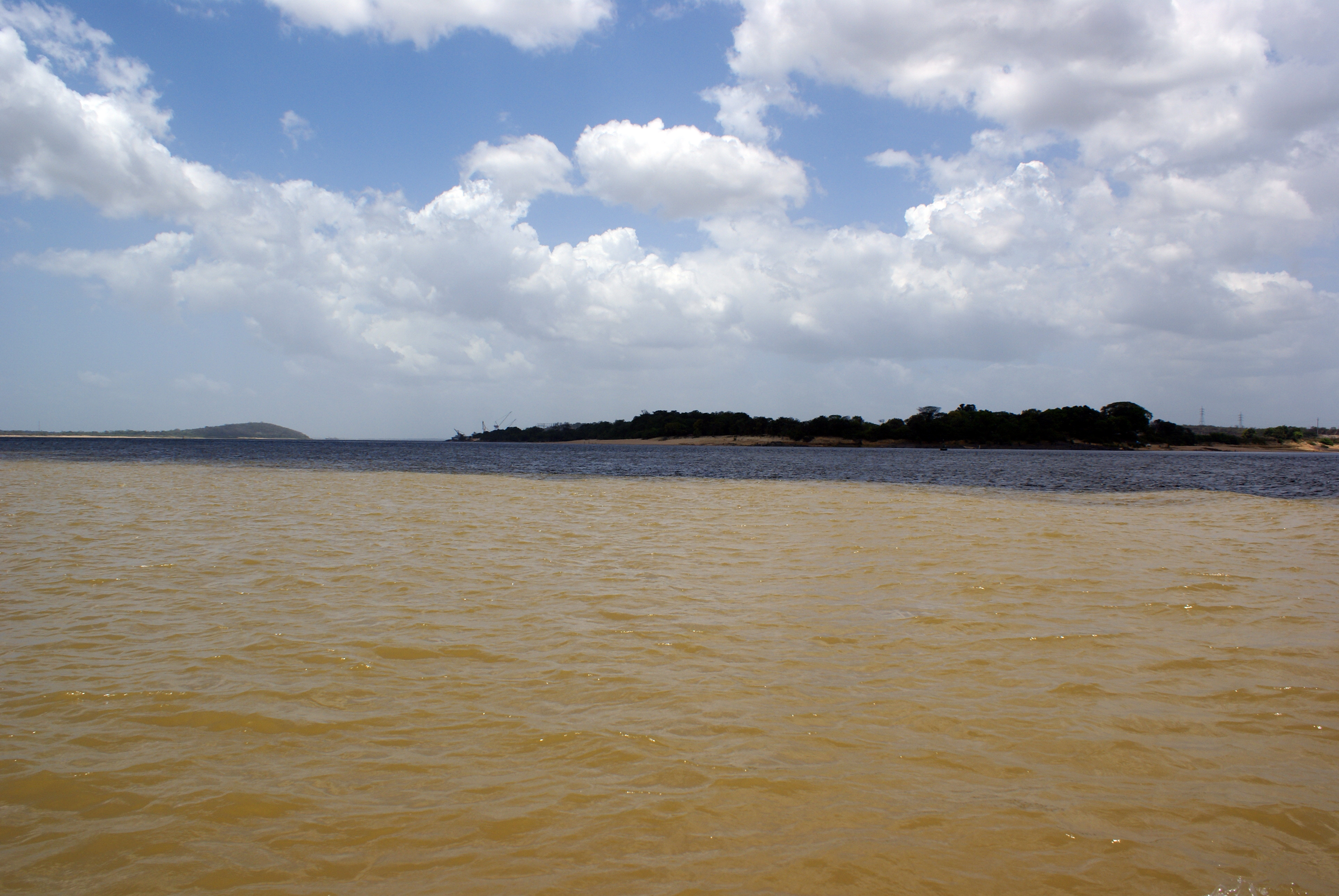
محل به هم رسیدن رودخانه‌های اورینوکو و کارونی.

قهرمان رمان در ادامه، با دریافت پیشنهاد کار از سوی موزه‌دار برای پیداکردن سازهای ابتدایی در میان قبایل بومی آمریکای لاتین، سفری هستی‌شناختی را آغاز می‌کند و خواننده کتاب وارد دنیایی جدید می‌شود. ساختار رمان همراه با این سفر هستی‌شناسانه حالتی غنایی به خود می‌گیرد. قهرمان رمان در سفری از زمان حال به‌سوی مرحله آغازین تکامل بشری است: به‌سوی ماهیت انسانی متعالی. فاصله‌گیری متن از هستی پیش‌پاافتاده نوعی دهن‌کجی در برابر شی‌وارگی جهان و سلطه کالا بر انسان است. سلطه‌ای که از ابتدای دوران مدرن به نیروی مسلط بر زندگی بدل شده‌است. راوی، قهرمان و ضدقهرمان رمان، در این سفر هستی‌شناختی از مواجهه با نمودهای اگزیستانسیالیستی و سورئالیستی حاکم بر غربِ میان دو جنگ جهانی به مواجهه با انسان‌هایی می‌رسد که رابطه‌شان با طبیعت تحریف نشده‌است و وحدت یونانی سوژه و ابژه را می‌توان در رفتارهاشان نظاره کرد. همان‌طور که کارپانتیه در یک مصاحبه می‌گوید: «در جنگل به‌سختی می‌توان انسانی میان‌مایه یافت. همواره میان‌شان انسانیتی دیده‌ام که هرگز بین اگزیستانسیالیست‌ها به چشمم نخورده‌است، یعنی همان الگوهای به‌شدت باب روز کسانی که در پیروی از نمونه‌ای پافشاری می‌کنند که از مدت‌ها پیش در اروپا رو به‌موت است».
راوی در طول سفر همه مراحل تمدن انسان را می‌بیند. از نزدیک با مردمان دوره پارینه‌سنگی مواجه می‌شود و زندگی قرون وسطایی را درک می‌کند. گویی امکان گریختن از زمان برایش فراهم شده‌است. سفر او بر رود اورینوکو تا آن‌جا پیش می‌رود که به ریشه حیات می‌رسد. سلوک طبیعت‌گرایانه راوی با نثری شاعرانه و فاخر همراه است که خواننده را با توصیف‌هایی حیرت‌انگیز از طبیعت مواجه می‌کند: «مدتی که از حرکت در این تونل مخفی گذشت، حسی شبیه حس کوه‌نوردانی سراغ‌مان آمد که در برف گم شده‌اند: درک عمودی از دست می‌رفت و جهت‌ها گم و چشم‌ها سرگشته می‌شد. دیگر نمی‌شد فهمید آنچه می‌بینیم درخت است یا تصویر بازتاب درخت. نور از بالا می‌تابید یا پایین؟ آب بر زمین بود یا در آسمان؟ آیا روزنه میان شاخ‌وبرگ‌ها برکه‌های نوری در آب بود؟ درختان، شاخه‌ها و پیچکهای استوایی به زوایایی عجیب می‌پیچید چنان‌که عاقبت مجراها، روزنه‌ها و کناره‌هایی خیالی به چشم می‌آمد. توالی این سراب‌های کوچک و پی‌درپی موجب شد حسِ وحشت‌زدگی و گم‌شدگی شدید و شدیدتر شود تا آن‌جا که دیگر قابل تحمل نبود. انگار مدام دور خودم می‌چرخیدم و می‌چرخیدم تا حس جهت‌یابی‌ام از بین برود و بعد به آستانه زیست‌گاهی سِری وارد شوم».
راوی تصمیم می‌گیرد در شهری تازه‌تأسیس در دل جنگل، دور از مظاهر تمدن جدید، به زندگی خود ادامه دهد و به‌قول خودش، خود را از سرنوشت سیزیف خلاص کند: «سنگی که بر دوشم بود ارزانی هرکس که میل دارد زیر وزن پوچش کمر خم کند. ترجیح می‌دادم اره بکشم و تبر دست بگیرم اما خودفروشانه موسیقی را به تجارت تبلیغات نفروشم».
اما چنین سرنوشت گران‌مایه‌ای برای انسان معاصر امکان‌پذیر خواهد بود؟ فرم مدرنیستی رمان کارپانتیه حکم به آگاهی قهرمان از شکست خویش می‌دهد. این آگاهی، بیشینه آگاهی ممکن است که خاص قهرمان یک شاهکار ادبی باشد. این آگاهی از رنجی سخن می‌گوید که رنج عشق به هستی و بیگانگی هستی با انسان است. راوی سرانجام درمی‌یابد وجودش چیزی جز آکورد موزون این عشق و بیگانگی نیست. شکوه رمان «رد گم» در این است که پژواک پرهیبت دلهره انسان آگاه را طنین می‌افکند؛ و این دلهره، در برابر آرامش طبیعت پررنگ‌تر دیده می‌شود. آرامشی که در آن هیچ ردی از هرآن‌چه جلوه انسانی داشته باشد وجود ندارد و انسان در برابر آن از نیستی خود آگاه می‌شود.

## ترجمهٔ فارسی
- رد گم، ونداد جلیلی، نشر چشمه - تهران (۱۳۹۵)[۱۰]